# Season in Silence
Season in Silence è sesto album della band italiana Sadist, pubblicato nel 2010.
L'album è un concept basato sull'inverno. L'album fu inserito da Metal Hammer tra i migliori 10 album metal dal 2010 al 2017.

## Tracce
1. Aput – 2:10
2. Broken and Reborn – 4:06
3. Season in Silence – 5:02
4. The Attic and the World of Emotions – 4:26
5. Evil Birds – 3:23
6. Ogron – 3:03
7. Night Owl – 4:03
8. Snowman – 4:19
9. Bloody Cold Winter – 3:26
10. The Abyss – 4:13
11. Frozen Hands – 5:31
12. Hiberna – 2:52

## Formazione
- Trevor − voce
- Tommy − chitarra, tastiera
- Andy − basso
- Alessio − batteria